# Sint-Joriskerk (Caïro)
De Sint-Joriskerk (Grieks: Εκκλησία Αγίου Γεωργίου; Arabisch: كنيسة القديس جورج) is een Grieks-orthodoxe kerk in het Babylonfort in de koptische wijk in Oud-Caïro. Het maakt deel uit van het Sint-Jorisklooster, dat onder het Grieks-orthodox patriarchaat van Alexandrië valt. 
De Sint-Joriskerk heeft een ronde vorm en is gebouwd op een van de Romeinse torens van het fort. De ingang van de kerk kan bereikt worden via een trap. Bovenaan de trap bevindt zich in de muur een afbeelding van Sint-Joris. De kerk dateert uit de 10e eeuw en werd, na een brand in 1904, herbouwd in 1909.